# St. Johannes der Täufer (Venne)

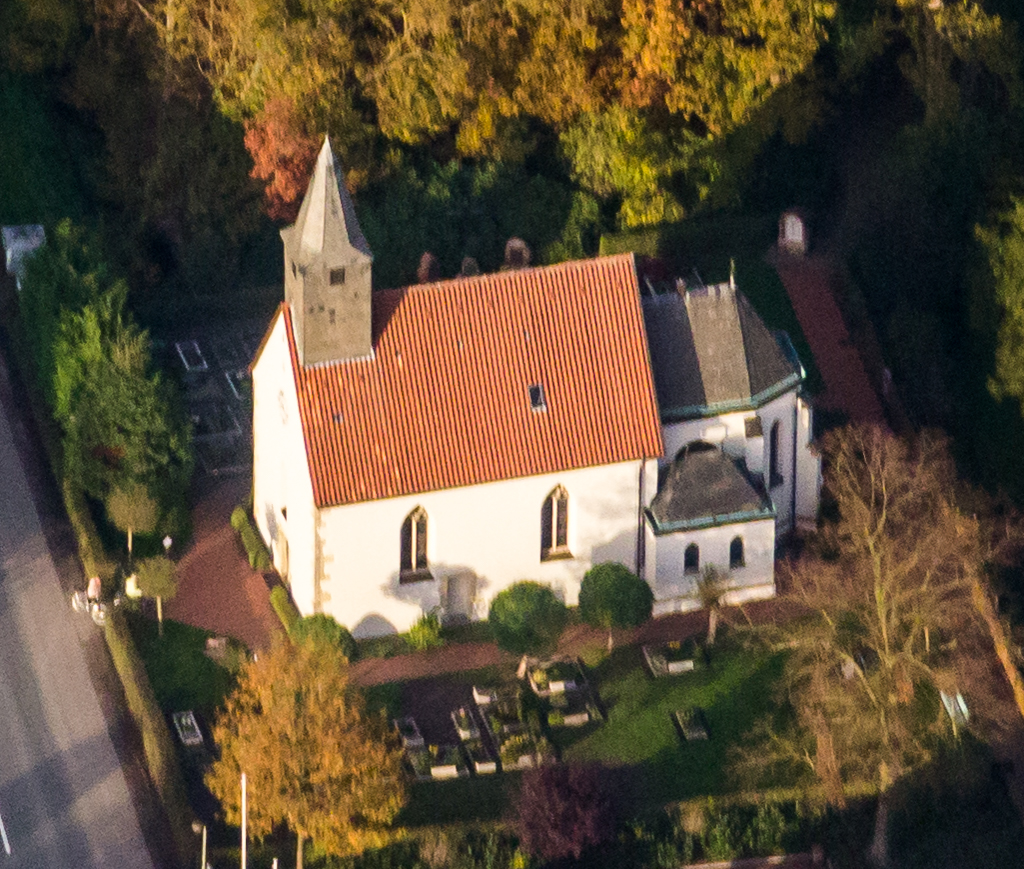
St. Johannes der Täufer (Venne)

Die römisch-katholische, denkmalgeschützte Filialkirche St. Johannes der Täufer steht in Venne, einem Gemeindeteil der Gemeinde Senden im Kreis Coesfeld von Nordrhein-Westfalen. Sie ist Teil der Pfarrei St. Laurentius Senden.

## Beschreibung
Das Langhaus der neugotischen Saalkirche wurde von 1870 bis 1873 anstelle eines Vorgängers erbaut. Der eingezogene, dreiseitig geschlossene Chor, der von Strebepfeilern gestützt wird, und die Sakristei wurden 1885 nach einem Entwurf von Wilhelm Rincklake hinzugefügt. Aus dem Satteldach des Langhauses erhebt sich im Westen ein quadratischer Dachreiter, der mit einem achtseitigen Knickhelm bedeckt ist. Der Innenraum des Langhauses ist mit einer ornamental bemalten Holzbalkendecke überspannt. Im Chor sind Glasmalereien vorhanden, die das Leben von Johannes dem Täufer zeigen. Zur Kirchenausstattung gehören ein Altarretabel mit Szenen der Passion Jesu, ein Sakramentshaus mit einem Schmerzensmann und ein Triumphkreuz.
Pfarrpatron ist der Heilige Laurentius von Rom, Kirchenpatron ist Johannes der Täufer.